# Celestus darlingtoni
Celestus darlingtoni är en ödleart som beskrevs av  Cochran 1939. Celestus darlingtoni ingår i släktet Celestus och familjen kopparödlor. Inga underarter finns listade i Catalogue of Life.